# Malmea raimondii
Malmea raimondii R.E.Fr. – gatunek rośliny z rodziny flaszowcowatych (Annonaceae Juss.). Występuje naturalnie w Peru. 

## Morfologia
PokrójZimozielone drzewo.
LiścieMają kształt od eliptycznego do podłużnie eliptycznego. Mierzą 10–22 cm długości oraz 4–7 cm szerokości. Są skórzaste. Nasada liścia jest ostrokątna. Blaszka liściowa jest całobrzega o tępym wierzchołku. Ogonek liściowy jest owłosiony.
KwiatySą pojedyncze lub zebrane w pary, rozwijają się w kątach pędów. Działki kielicha mają owalny kształt. Płatki mają okrągły kształt i osiągają do 20–25 mm długości.